# Mejri Najoua
Mejri Najoua – tunezyjska zapaśniczka walcząca w stylu wolnym. Złota medalistka mistrzostw Afryki w 1996 roku.